# Lijst van voetbalinterlands Israël - Rusland
Deze lijst van voetbalinterlands is een overzicht van alle officiële voetbalwedstrijden tussen de nationale teams van Israël en Rusland. De landen speelden tot op heden tien keer tegen elkaar. De eerste ontmoeting, een vriendschappelijke wedstrijd, werd gespeeld in Haifa op 24 maart 1993. Het laatste duel, een kwalificatiewedstrijd voor het Wereldkampioenschap voetbal 2014, vond plaats op 10 september 2013 in Sint-Petersburg.

## Wedstrijden
| №  | Plaats          | Datum             | Competitie           | Wedstrijd        | Uitslag |
| -- | --------------- | ----------------- | -------------------- | ---------------- | ------- |
| 1  | Haifa           | 24 maart 1993     | Vriendschappelijk    | Israël – Rusland | 2 – 2   |
| 2  | Ramat Gan       | 9 oktober 1996    | WK 1998 kwalificatie | Israël – Rusland | 1 – 1   |
| 3  | Moskou          | 8 juni 1997       | WK 1998 kwalificatie | Rusland – Israël | 2 – 0   |
| 4  | Haifa           | 23 februari 2000  | Vriendschappelijk    | Israël – Rusland | 4 – 1   |
| 5  | Moskou          | 16 augustus 2000  | Vriendschappelijk    | Rusland – Israël | 1 – 0   |
| 6  | Moskou          | 20 augustus 2003  | Vriendschappelijk    | Rusland – Israël | 1 – 2   |
| 7  | Moskou          | 7 oktober 2006    | EK 2008 kwalificatie | Rusland – Israël | 1 – 1   |
| 8  | Ramat Gan       | 17 november 2007  | EK 2008 kwalificatie | Israël – Rusland | 2 – 1   |
| 9  | Ramat Gan       | 11 september 2012 | WK 2014 kwalificatie | Israël – Rusland | 0 – 4   |
| 10 | Sint-Petersburg | 10 september 2013 | WK 2014 kwalificatie | Rusland − Israël | 3 − 1   |

## Samenvatting
| Competitie        | Totaal gespeeld | Winst Israël | Gelijk | Winst Rusland | Doelsaldo Israël – Rusland |
| ----------------- | --------------- | ------------ | ------ | ------------- | -------------------------- |
| WK-kwalificatie   | 4               | 0            | 1      | 3             | 2 − 10                     |
| EK-kwalificatie   | 2               | 1            | 1      | 0             | 3 − 2                      |
| Vriendschappelijk | 4               | 2            | 1      | 1             | 8 − 5                      |
| Totaal            | 10              | 3            | 3      | 4             | 13 − 17                    |

## Details

### Eerste ontmoeting
| Israël                            | 2 – 2 | Rusland                             |
| Alon Mizrahi 64' Alon Mizrahi 70' | goals | 50' Dmitriy Popov 62' Dmitriy Popov |

### Tweede ontmoeting
| Israël          | 1 – 1 | Rusland            |
| Gadi Brumer 64' | goals | 80' Igor Kolyvanov |

### Derde ontmoeting
| Rusland                                    | 2 – 0 | Israël |
| Vladislav Radimov 8' Aleksey Kosolapov 38' | goals |        |

### Vierde ontmoeting
| Israël                                                    | 4 – 1 | Rusland                           |
| Walid Badir 3' Kfir Udi 17' Walid Badir 36' Avi Nimni 87' | goals | 59' (pen.) Vladimir Bestsjastnych |

### Vijfde ontmoeting
| Rusland             | 1 – 0 | Israël |
| Maksim Buznikin 82' | goals |        |